# Себастьян-Леал

Себастьян-Леал на карте штата.

Себастьян-Леал (порт. Sebastião Leal) — муниципалитет в Бразилии, входит в штат Пиауи. Составная часть мезорегиона Юго-запад штата Пиауи. Входит в экономико-статистический микрорегион Бертолиния. Население составляет 4116 человек на 2010 год. Занимает площадь 3151,593 км². Плотность населения — 1,31 чел./км².

## Демография
Согласно сведениям, собранным в ходе переписи 2010 г. Национальным институтом географии и статистики (IBGE), население муниципалитета составляет:
| Полное население                               | Полное население                               | Полное население                               | Полное население                               | 4116  |
| ---------------------------------------------- | ---------------------------------------------- | ---------------------------------------------- | ---------------------------------------------- | ----- |
| в том числе:                                   | Городское население                            | 1922                                           | Процент городского населения, %                | 46,70 |
|                                                | Сельское население                             | 2194                                           | Процент сельского населения, %                 | 53,30 |
|                                                | Мужское население                              | 2151                                           | Процент мужского населения, %                  | 52,26 |
|                                                | Женское население                              | 1965                                           | Процент женского населения, %                  | 47,74 |
| Плотность населения, чел/км²                   | Плотность населения, чел/км²                   | Плотность населения, чел/км²                   | Плотность населения, чел/км²                   | 1,31  |
| Население муниципалитета в % к населению штата | Население муниципалитета в % к населению штата | Население муниципалитета в % к населению штата | Население муниципалитета в % к населению штата | 0,13  |

По данным оценки 2016 года, население муниципалитета составляет 4209 жителей.

## Статистика
- Валовой внутренний продукт на 2003 год составляет 9 334 420,00 реалов (данные: Бразильский институт географии и статистики).
- Валовой внутренний продукт на душу населения на 2003 год составляет 2410,75 реалов (данные: Бразильский институт географии и статистики).
- Индекс развития человеческого потенциала на 2000 год составляет 0,607 (данные: Программа развития ООН).